# 太政大臣
太政大臣是日本律令制官名，唐名「(大)相國」、「太師」，是律令制度下的最高官位，属于宰相级职务。定员一人，位階相當於正一位或從一位。養老律令施行后，由诸大臣中正从一位者充任，位居三公之首，與左大臣和右大臣一起辅佐天皇，总理国政。太政大臣为非常设官职，令制规定“无其人则阙”，故别称“则阙”。因品位尊崇，不易輕授，历史上担任者甚少。
天智天皇时，命大友皇子担任首位太政大臣。758年（天平寶字二年）由藤原仲麻吕改称太师，764年恢复旧称，尔后僧人道鏡任太政大臣禅师。太政大臣虽然是律令制度下的最高長官，但自從攝關政治出現後，太政大臣的政治力遭到關白架空，成為一個「榮銜」。平安時代末期，平清盛以任太政大臣之職建立第一個武家政權平氏政權。
戰國時代，太阁豐臣秀吉、大御所德川家康曾出任此職。而織田信長在逝世後也被追贈此職。江戶時代德川秀忠和德川家齊兩位征夷大將軍生前出任此職；其他將軍除了末代將軍德川慶喜以外，死後都追贈此職。日本最後一任太政大臣是三條實美，任職於明治天皇明治四年（1871年）至明治十八年（1885年）。内阁制實施後被總理大臣（首相）取代。
太政大臣和訓作「おおまつりごとのおおまえつぎみ」。其中「まつりごと」雖然可以解釋為「祭事」，但因為日本上古時代政教合一，所以「祭」又通「政」。「まえつぎみ」則是繼承自古墳時期「大夫」一詞而來。另外也可寫作「おおきおおいもうちぎみ」或「おおきおとど」，「おおき」指「大」，「おおいもうちぎみ」訓為「大臣」；「おとど」則是對身分高者的敬語。

## 大宝令以前
日本第一位太政大臣是大友皇子，於671年1月由天智天皇任命，是基於近江令任命，但具體職權不明，大友皇子當時為天皇繼承人，因此透過擔任太政大臣作為天皇的共同統治者或政務代行者，如同之前推古天皇與聖德太子的關係。之後持統天皇也是基於飛鳥淨御原令任命高市皇子為太政大臣，作為天武天皇長子，高市皇子在當時具有與皇太子相同的地位，擔任太政大臣便是其地位的表現。

## 律令時代
狹義上太政大臣指大宝律令及養老律令施行期間的太政大臣，據養老令太政大臣的職責為：
師範一人、儀形四海、經邦論道、燮理陰陽、無其人則闕
「師範一人、儀形四海」即「擔任天皇之師、天下之模範」，仿照唐朝對三師的規定；「經邦論道、燮理陰陽」則仿照唐朝對三公的規定，因此日本的太政大臣實際上集中國三師與三公的權責於一身，由于品位尊崇，不易輕授，故规定“无其人则阙”。

### 奈良時代
701年大寶律令生效後，有很長一段時間沒有任命太政大臣，一方面有“无其人则阙”的规定，而且大友皇子和高市皇子擔任過該職務，使該職務地位空前高漲，沒有能匹配皇太子權威之人能勝任，隨意任命更可能威脅皇太子地位，因此又設置令外官知太政官事行使太政大臣的權力，或者死後才追贈太政大臣，例如：藤原不比等。直到760年藤原仲麻呂才成為律令時代第一位太政大臣，在仲麻呂執政期間，推行官名唐風運動，太政大臣被改稱為「太師」；之後稱德天皇寵信的道鏡也擔任太政大臣，因為其僧人身分，因此官銜為「太政大臣禪師」。

### 太政大臣與攝關
857年藤原良房被任命為太政大臣，隔年9歲的清和天皇繼位，良房以外戚身分擔任攝政。876年陽成天皇即位良房養子基經擔任攝政，並在天皇成年後成為關白，881年基經升任太政大臣，理由為與關白一職匹配，於是形成攝關兼任太政大臣的慣例。884年光孝天皇即位，光孝天皇比基經年長，因此有必要使用與以前不同的邏輯來合理化攝政的職責，基經希望具體化太政大臣的職責，以合理化攝關的存在。
884年6月光孝天皇下詔太政大臣「統管內外政務」確立太政大臣握有實權，基經之後忠平、實賴、伊尹、兼通、賴忠相繼擔任太政大臣與攝關，大約100年間太政大臣與攝關一體化。然而986年一条天皇即位，賴忠與一条天皇沒有血緣關係，攝政一職被讓與藤原兼家，按照以往的慣例，兼家理所當然將出任太政大臣，但賴忠沒有讓出太政大臣的職務，由於沒有理由解除賴忠的職務，兼家索性辭去右大臣之職，僅以攝政一職掌權，以外戚的權勢超越太政大臣，太政大臣與攝關分離，太政大臣的政治权力遭到攝關架空，成為一個「榮銜」。
此後一些攝關仍擔任太政大臣，但已非慣例，例如：991年藤原道隆推薦叔父藤原為光為太政大臣，1021年藤原道長推薦叔父藤原公季為太政大臣，於是太政大臣成為藤原北家庶流長老的榮譽職。在藤原北家世襲攝關一職而無視是否為天皇外戚後，也出現以外戚身分擔任太政大臣者，例如：白河天皇的妻弟源雅實，随着擔任太政大臣的範圍擴大，形成稱為清華家的公家家格，地位在攝家之下。不過由於太政大臣只是榮譽職，因此擔任太政大臣通常意味著即將退休，太政大臣任期通常也不長。

### 武家时代
平安時代末期，平清盛以任太政大臣之職建立第一個武家政權平氏政權。武家时代初期的鎌倉政權（幕府）與京都政權（朝廷）並存，實行二元統治，太政大臣仍由公家中的攝家与清華家出身者担任。镰仓时代与室町时代幕府不断侵夺朝廷权力，朝廷逐渐沦为摆设，部分声望极高的幕府将军被授予太政大臣的职位，称为武家官位，例如：1395年室町幕府将军足利義滿曾担任太政大臣，16世纪末太阁豐臣秀吉也曾担任太政大臣。
1615年江户幕府颁布禁中並公家諸法度，明确规定太政大臣由公家中的攝家与清華家出身者的担任。另外禁中並公家諸法度第7条规定：“武家之官位者、可爲公家當官之外事”，代表武家官位与公家官位分离，武士的位階、官職不再受朝廷管理，由幕府完全控制，在此规定下武士不再获得公家官位，武家官位与公家官位分立，将武士完全置于幕府控制之下。武家官位与公家官位分立的唯一的例外是江户幕府将军，德川家康、德川秀忠和德川家齊曾担任太政大臣，家齊担任太政大臣一职长达14年，在此期间朝廷都没有任命公家出身的太政大臣，在朝廷需要太政大臣的场合，德川將軍必须要前往京都，还产生幕府将军出任的太政大臣是否需要代表朝廷的天皇册封的问题。

## 明治时代
明治维新之初日本政府官制经过多次变更，1871年日本中央官制更改为三院制，即正院、左院和右院，在正院之下设太政大臣，负责辅佐天皇，并代行天皇职务，担任太政大臣的是公家出身的倒幕運動與明治維新的领導者右大臣三条实美，此时期太政大臣与律令時代不同，有代行天皇职务的权力，以此达到五條御誓文中“公論決萬機”的诉求。然而实际上三条实美并未成为政策主導者，而是担任协调者的角色，实际掌权者是參議西鄉隆盛、大隈重信等藩閥。1873年明治六年政變后，大久保利通掌权任內務卿，三条实美基本上依从大久保利通的政策，大久保利通被暗杀后，三条实美继续支持继任的伊藤博文。1885年日本设立内閣，內閣總理大臣取代太政大臣，太政大臣存在1200余年后走入历史。